# Кампобело (Павија)
Кампобело (итал. Campobello) је насеље у Италији у округу Павија, региону Ломбардија.
Према процени из 2011. у насељу је живело 11 становника. Насеље се налази на надморској висини од 69 м.